# 大石鍈吉
大石 鍈吉（おおいし えいきち、1873年（明治6年） - 1947年（昭和22年））は、日本の技術者、大日本帝国海軍技師。初代海軍省海軍艦政本部海軍技術研究所研究部長。

## 人物・経歴
1893年東京工業学校（のちの東京科学大学）機械工芸部機械科卒業。1896年大日本帝国海軍横須賀鎮守府兵器工場海軍技手に着任。1900年からイギリスに出張し、1904年に帰国すると海軍技師に就任。1916年海軍経理学校教官兼任。1917年造兵廠製造部長。1923年に海軍艦政本部に海軍技術研究所が設立されると、同研究所の初代研究部長に就任し、海軍艦政本部技術会議会員も兼務した。1924年依願退官、従四位、日本光学工業取締役。1933年退任。1935年蔵前工業会理事長。1937年退任。

## 親族
- 妻・豊子（海軍少将本山漸の二女）[6]